# Stil in mij (Verspijkerd)
Stil in mij (Verspijkerd) is een lied van de Nederlandse rapper Josylvio en zangeres Do. Het werd in 2019 als single uitgebracht en stond in hetzelfde jaar als eerste track op het album Van Dik Hout (Verspijkerd). 

## Achtergrond
Stil in mij (Verspijkerd) is geschreven door Jihad Rahmouni, Martin Buitenhuis, Sandro Assorgia en Joost Theo Sylvio Yussef Abdelgalil Dowib en geproduceerd door Rock-A-Tune. Het is een nummer uit het genre nederhop. Het nummer is een bewerking van het lied Stil in mij van Van Dik Hout uit 1994. Het was onderdeel van een tributealbum waarop verschillende bewerkte ("verspijkerde") nummers van de band op te vinden waren door verschillende Nederlandse artiesten. Het is het enige nummer van dat album dat een (bescheiden) hit werd. De single heeft in Nederland de gouden status.

## Hitnoteringen
De artiesten hadden succes met het lied in de hitlijsten van Nederland. Het piekte op de 23e plaats van de Single Top 100 en stond vijftien weken in deze hitlijst. De Top 40 werd niet bereikt; het lied bleef steken op de tweede plaats van de Tipparade. 